# Simone Eriksrud

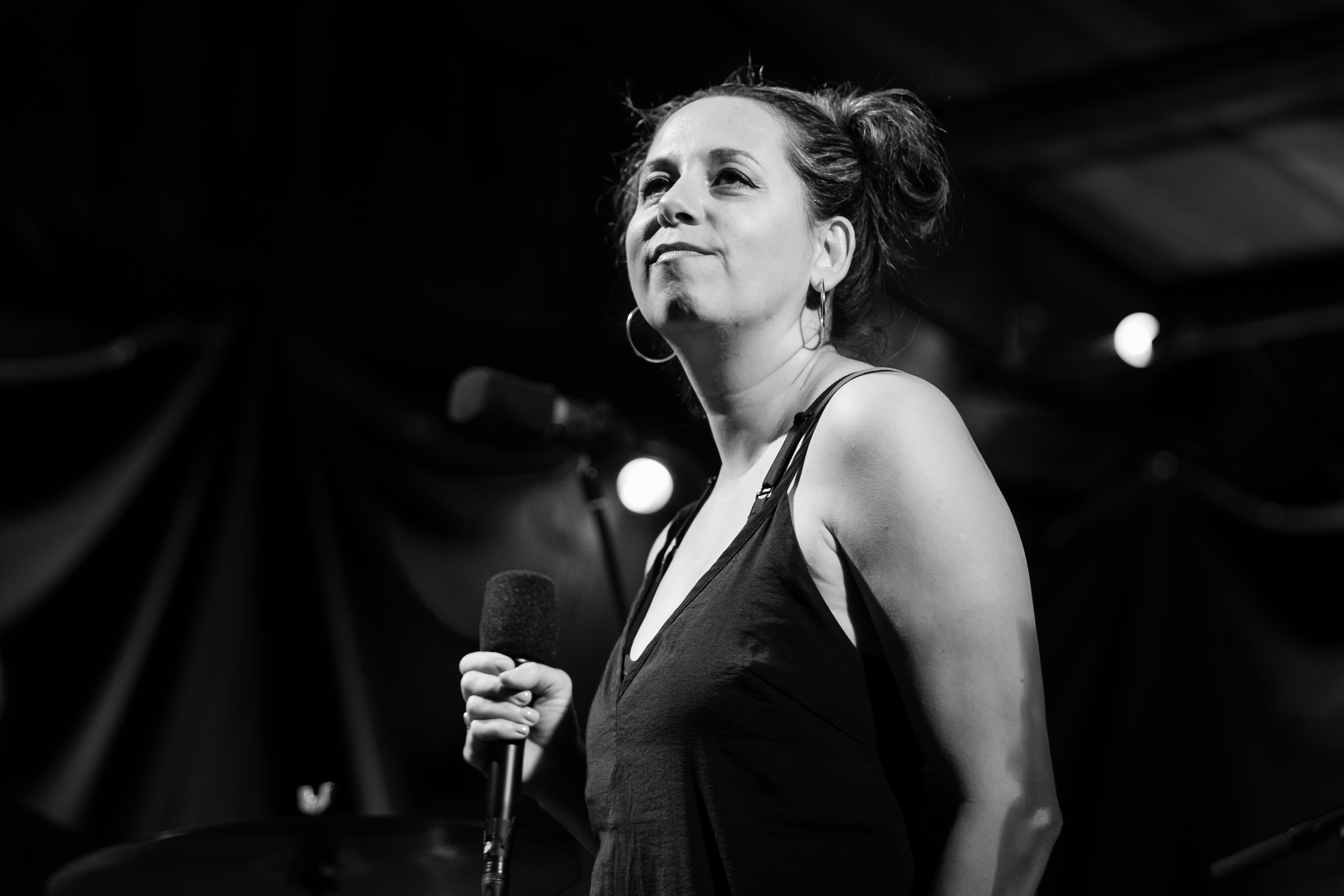
Simone Eriksrud (2023)

Simone Eriksrud, geboren als Simone Larsen (Freiburg, 21 augustus 1970) is een Duits-Noorse popzangeres uit Volda. Voor haar huwelijk met Donkeyboy-groepslid Simen Matre Eriksrud was ze bekend als Simone Larsen of gewoon Simone..

## Loopbaan

### In D'Sound
As Simone Larsen was ze bekend als de zangeres en gitarist van de Noorse band D'Sound (of: d'sound). Met die groep nam ze in de jaren negentig en het begin van de 21ste eeuw een reeks albums op.

### Solocarrière
Naast haar loopbaan in D'Sound had Simone ook een solocarrière. In 2004 kwam haar debuutalbum uit, The Last Days and Nights, maar het album en de single "The Last Days and Nights of Rock 'n' Roll" deden niet veel. Datzelfde jaar deed ze mee aan de realityshow Hver gang vi møtes. Hierin werden liedjes van haar en D'Sound werden vertolkt door bekende Noorse artiesten..
In 2008 werkte Simone mee aan een plaat voor kinderen, Magiske kroker & hemmeligheter, ze voerde hierop het liedje "Vinteren er her" uit. Andere artiesten die hieraan deelnamen waren onder meer Alexander Rybak, Maria Haukaas Storeng, Venke Knutson en Alejandro Fuentes.

## Persoonlijk leven
Simone is de dochter van een Turkse vader en Duitse moeder. Ze groeide op in Bischoffingen in Baden met haar moeder en grootouders. In 1979, ze was toen acht, hertrouwde haar moeder met een Noorse man en verhuisde ze naar Volda. Tot 2002 was ze een Duitse burger, maar sindsdien is ze een Noorse.
Simone is getrouwd met de Noorse pianist, songwriter en muziekproducer Simen Matre Eriksrud, bekend van Donkyboy. Ze hebben twee kinderen.

## Discografie

### Soloalbums
- 2005: Last Days and Nights (Passasjen Records)

### Samenwerkingen
Met D'Sound
- 1996: Spice of Life (PolyGram)
- 1998: Beauty Is a Blessing (PolyGram)
- 2001: Talkin' Talk (Virgin Records)
- 2001: Live at Rockefeller Music Hall 2001 (Virgin Records)
- 2003: Doublehearted (Da Works)
- 2004: Smooth Escapes – The Very Best of D'Sound (Da Works)
- 2005: My Today (Da Works)
- 2009: Starts and Ends (FarGo Music)
- 2014: Signs (RCA/Sony Music)

Met Savoy
- 1996: Mary Is Coming (Warner Bros. Records)
- 2007: Savoy Songbook Vol. 1 (Universal Music)

Met A-ha
Met Bjørn Eidsvåg
Met Donkeyboy
2009: Caught in a Life (Warner Bros. Records)
2012: Silver Moon (Warner Bros. Records)
Met Bjørn Johan Muri
2009: Airwaves (Universal Music)
Met Melody Club
2011: Human Harbour (Electric Records)
Met Eric Saade